# إسباينوزا ديل كاماينو
بلدية إسباينوزا ديل كاماينو (بالإسبانية: Espinosa del Camino)، هي إحدى بلديات مقاطعة برغش، التي تقع في منطقة قشتالة وليون، والتي تقع في شمال غرب إسبانيا.
يبلغ عدد سكانها 37 نسمة وفقاً لإحصائية سنة (2002).